# Type 98
Der Type 98 ist ein chinesischer Kampfpanzer.

## Entwicklungsgeschichte
Die Entwicklung des Type 98 geht auf das Jahr 1970 zurück. In diesem Jahr wurde der Experimental-Panzer Type-122 getestet, allerdings wurde diese Entwicklung bereits nach drei Jahren abgebrochen, da man sich der Tatsache bewusst wurde, dass diese in eine Sackgasse führte.
Daraufhin wurde ein neues Programm ins Leben gerufen und ein neuer Erprobungsträger mit der Bezeichnung Type-1224 gefertigt, der noch mit einem Motor von MTU ausgerüstet war. Diesem ersten Erprobungsträger folgten dann zwei weitere, die mit chinesischen Motoren zu 735 kW (1000 PS) ausgestattet waren (Type-1225 und Type-1226). Auf diesen Erprobungsträgern aufbauend wurde dann die eigentliche Entwicklung des Panzers der dritten Generation aufgenommen, die sich jedoch als schwierig herausstellte und mehrere Rückschläge verzeichnen musste. Erst 1991 hatte man mit dem Prototyp einen brauchbaren Entwurf, der vom Panzerwerk No. 617 entwickelt wurde. Bis 1998 wurden dann mehrere Prototypen unter allen in China anzutreffenden klimatischen Bedingungen getestet und verfeinert. Noch im selben Jahr wurde dann eine Vorserie in Auftrag gegeben und diese Fahrzeuge wurden dann auf der Oktober-Parade 1999 der Öffentlichkeit vorgestellt. Es sollen insgesamt rund 120 Stück produziert worden sein, von denen aber nur etwa 40 in einem Bataillon im Einsatz sein sollen. Die volle Serienfertigung wird erst mit dem Type 99 anlaufen.

## Ausstattung
Die Wanne des Type 98 ähnelt der des Type 90, ist aber länger und deshalb der des T-72 sehr ähnlich. Die Auslegung ist konventionell mit Fahrer vorne (Mitte), Kampfraum in der Mitte und Motor im Heck. Der Fahrer verfügt über eine Dachluke, die nach rechts öffnet und drei Winkelspiegel, wobei der mittlere gegen ein passives Nachtsichtgerät ausgetauscht werden kann. Neben dem Fahrer ist noch ein Teil der Munition verstaut. Das Laufwerk besteht aus sechs Laufrollen mit Drehstabfederung, mehreren Stützrollen, einem Führungsrad vorn und dem Antriebsrad hinten. Zudem verfügt der Motorraum im Heck über eine Feuerunterdrückungsanlage.
Der Turm ist vom geschweißten Typ. Er ist mit modularer Sonderpanzerung ausgestattet und es besteht die Möglichkeit, auch Reaktivpanzerung anzubringen. Der Kommandant sitzt auf der rechten und der Richtschütze auf der linken Seite der Kanone. Der Kommandant verfügt über eine drehbare Kuppel mit Dachluke mit mehreren Winkelspiegeln darum, sowie über ein vollstabilisiertes Rundsicht-Periskop ZTZ88 (×1,5) mit eingebautem Nachtsichtkanal (×7,2). Der Richtschütze verfügt über ein primärstabilisiertes Zielperiskop (×8) mit integriertem Laserentfernungsmesser (LEM) und Tag/Nacht-Kanal (×3,8), wie auch über einen Steuerkanal für das 9M119-Lenkwaffensystem. Die Feuerleitanlage wird durch einen digitalen Ballistik-Rechner unterstützt, der auch Werte von Umweltsensoren berücksichtigt. Zusätzlich ist ein Laserwarngerät angebracht, das die Nebelbecher automatisch auslösen kann. Eine Navigationsanlage mit GLONASS- und GPS-Empfänger ist ebenfalls vorhanden. Ein interessantes Detail ist ein Laserstörgerät JD-3 auf dem Dach des Turmes. Dieses ist um 360° schwenkbar und beinhaltet einen Lasersender zum Stören von IR-Sendern und von Richtoptiken, wie auch ungeschützten Augen. Das Gerät kann vom Kommandanten oder vom Richtschützen bedient werden.
Die Hauptbewaffnung besteht aus einer voll stabilisierten 125-mm-Kanone mit Rohrschutzhülle. Diese verfügt über einen automatischen Lader, der die Munition von einem Ringmagazin mit 22 Schuss am Boden des Turmes bezieht. Rechts von der Kanone befindet sich ein achsparallel montiertes 7,62-mm-MG. Der Kommandant verfügt dazu noch über ein drehzapfengelagertes 12,7-mm-MG. Links und rechts des Turmes sind je fünf Nebelbecher angebracht.
Das Fahrzeug verfügt über eine ABC-Schutzbelüftung und eine Feuerunterdrückungsanlage. Am Heck können schnell abwerfbare Zusatztanks montiert werden. Nebel kann auch zusätzlich durch Dieseleinspritzung in den Auspuff erzeugt werden.

## Versionen
Type 99: Hierbei handelt es sich um einen weiter verbesserten Typ mit veränderter Turmfront und einigen weiteren Veränderungen. Erst mit diesem Typ soll die Serienfertigung beginnen. Er ist auch unter den Bezeichnungen Type 98G oder Type 98I bekannt. Es befinden sich bereits Vorserienfahrzeuge in der Truppenerprobung. Mit diesen werden bereits kontinuierlich Fahrzeuge hergestellt, bei denen die während der Truppenerprobung gefundenen Kinderkrankheiten beseitigt wurden. Der Turm verfügt über eine Zusatzpanzerung an der Front und reaktive Zusatzpanzerung an den Turmseiten und der Wannenfront. Des Weiteren verfügt er über ein Wärmebildgerät und ein aktives Schutzsystem.

## Technische Daten
- Wattiefe: max. 5 m (mit Vorbereitung)
- max. Steigung: 60 %
- max. Querneigung: 40 %
- Federung: Drehstab
- Hauptbewaffnung: ZPT-98-Glattrohrkanone (125 mm) mit 8 Schuss pro Minute
- Sekundärbewaffnung:
  - Koaxial: 7,62-mm-MG Typ 86
  - Fla-MG: 12,7-mm-MG QJC-88
- Munition:
  - 41 × 125 mm (davon 22 im Autolader, davon 8 × 9M119)
  - 300 × 12,7 mm; 2000 × 7,62 mm
- Panzerung: Front ca. 700 mm RHA-Äquivalent

## Weitere chinesische Kampfpanzer
- Type 96
- Type 99